# Wymysłowo (powiat gostyński)
Wymysłowo (zwane w niektórych źródłach Czarkowskimi Olędrami) – wieś w Polsce położona w województwie wielkopolskim, w powiecie gostyńskim, w gminie Krobia.
W okresie Wielkiego Księstwa Poznańskiego (1815-1848) miejscowość należała do wsi mniejszych w ówczesnym pruskim powiecie Kröben (krobskim) w rejencji poznańskiej. Wymysłowo należało do okręgu ekonomii Krobia tego powiatu i stanowiło część majątku Chumiętki, którego właścicielem był wówczas rząd pruski w Berlinie. Według spisu urzędowego z 1837 roku wieś liczyła 55 mieszkańców, którzy zamieszkiwali 3 dymy (domostwa).
W latach 1975–1998 miejscowość należała administracyjnie do województwa leszczyńskiego.